# 四川省成都列五中学
四川省成都列五中学，是一所省级示范性普通高中，由张培爵创建于1904年。现拥有双林路校区（高中）、红星路校区（初中）、双桥路校区（初中）、列五书池学校（小学）和列五南华实验学校，并于2013年8月21号与大邑县实验中学签订形成成都列五中学大邑分校。

## 历史沿革

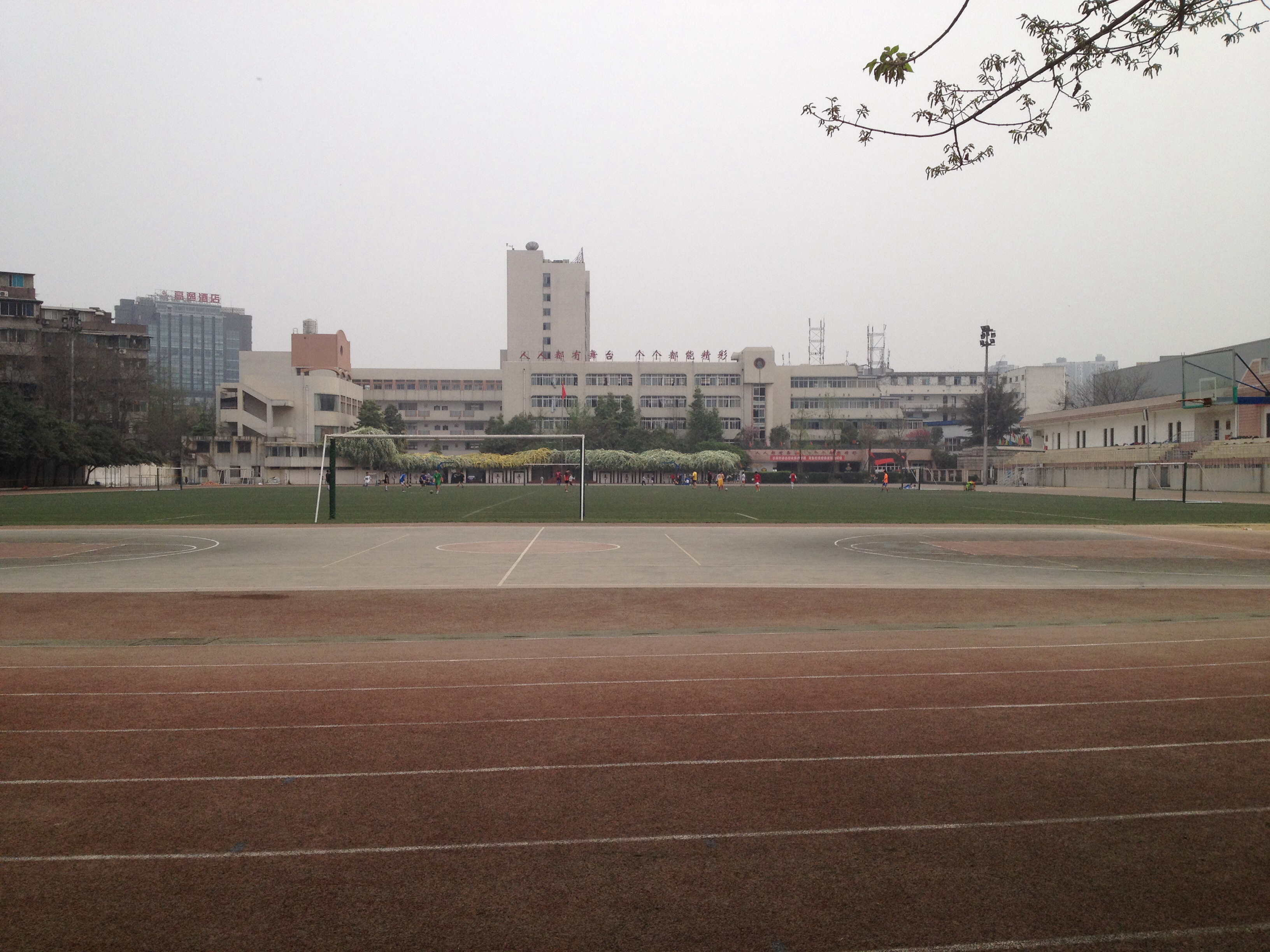
四川省成都列五中学（高中部）。

- 叙府公立中学堂                   （经清学部核准立案）
- 叙州联合县立旅省中学堂     （1917年更名）
- 叙属共立旅省中学               （1930年更名）
- 叙属联立旅省初级中学        （1934年更名）
- 四川省立华阳中学               （1939年更名）
- 四川省立列五中学               （1944年更名）
- 川西列五中学                      （1950年更名）
- 四川省成都列五中学            （1952年更名）
- 四川省成都第五中学            （1953年更名）
- 四川省成都列五中学            （1994年更名）

## 学校荣誉
学校先后荣获“全国现代教育技术实验学校”、“四川省校风示范学校”、“四川省中小学德育工作先进单位”、“四川省电化教育示范学校”、“四川省模范职工之家”、“成都市文明单位标兵”、“成都市先进基层党组织”等数十个光荣称号。

## 著名校友
- 谭绍文，曾任中共中央政治局委员、天津市委书记
- 何郝炬，曾任四川省政协主席
- 宋直元，曾任全国政协委员、邮电部副部长
- 周炳琨，曾任国家自然科学基金会副主席，中国科学院院士、清华大学教授